# Critérium International 1997
Il Critérium International 1997, sessantaseiesima edizione della corsa, si svolse dal 29 al 30 marzo su un percorso di 276 km ripartiti in 3 tappe, con partenza a Blaye-les-Mines e arrivo a Castres. Fu vinto dallo spagnolo Marcelino García Alonso della ONCE davanti ai francesi Laurent Jalabert e Pascal Lino.

## Tappe
| Tappa  | Data     | Percorso                              | km  | Vincitore di tappa      | Leader cl. generale     |
| ------ | -------- | ------------------------------------- | --- | ----------------------- | ----------------------- |
| 1ª     | 29 marzo | Blaye-les-Mines > Rabastens           | 188 | Stéphane Barthe         | Stéphane Barthe         |
| 2ª     | 30 marzo | Mazamet > Pic de Nore                 | 80  | Marcelino García Alonso | Marcelino García Alonso |
| 3ª     | 30 marzo | Castres > Castres (cron. individuale) | 8   | Aitor Garmendia Arbilla | Marcelino García Alonso |
| Totale | Totale   | Totale                                | 276 |                         |                         |

## Dettagli delle tappe

### 1ª tappa
- 29 marzo: Blaye-les-Mines > Rabastens – 188 km

| Pos. | Corridore          | Squadra       | Tempo    |
| ---- | ------------------ | ------------- | -------- |
| 1    | Stéphane Barthe    | Casino        | 4h47'28" |
| 2    | Mario Traversoni   | Mercatone Uno | s.t.     |
| 3    | Frédéric Moncassin | Gan           | s.t.     |

| Pos. | Corridore          | Squadra       | Tempo    |
| ---- | ------------------ | ------------- | -------- |
| 1    | Stéphane Barthe    | Casino        | 4h47'18" |
| 2    | Mario Traversoni   | Mercatone Uno | a 4"     |
| 3    | Frédéric Moncassin | Gan           | a 6"     |

### 2ª tappa
- 30 marzo: Mazamet > Pic de Nore – 80 km

| Pos. | Corridore               | Squadra       | Tempo    |
| ---- | ----------------------- | ------------- | -------- |
| 1    | Marcelino García Alonso | ONCE          | 2h10'59" |
| 2    | Laurent Jalabert        | ONCE          | a 1'01"  |
| 3    | Pascal Hervé            | Festina-Lotus | s.t.     |

| Pos. | Corridore               | Squadra       | Tempo    |
| ---- | ----------------------- | ------------- | -------- |
| 1    | Marcelino García Alonso | ONCE          | 7h08'27" |
| 2    | Laurent Jalabert        | ONCE          | a 1'01"  |
| 3    | Pascal Hervé            | Festina-Lotus | s.t.     |

### 3ª tappa
- 30 marzo: Castres > Castres (cron. individuale) – 8 km

| Pos. | Corridore               | Squadra | Tempo |
| ---- | ----------------------- | ------- | ----- |
| 1    | Aitor Garmendia Arbilla | ONCE    | 9'38" |
| 2    | Chris Boardman          | Gan     | a 3"  |
| 3    | Pascal Lino             | BigMat  | a 8"  |

| Pos. | Corridore               | Squadra | Tempo    |
| ---- | ----------------------- | ------- | -------- |
| 1    | Marcelino García Alonso | ONCE    | 7h08'24" |
| 2    | Laurent Jalabert        | ONCE    | a 50"    |
| 3    | Pascal Lino             | BigMat  | a 54"    |

## Classifiche finali

### Classifica generale
| Pos. | Corridore               | Squadra            | Tempo    |
| ---- | ----------------------- | ------------------ | -------- |
| 1    | Marcelino García Alonso | ONCE               | 7h08'24" |
| 2    | Laurent Jalabert        | ONCE               | a 50"    |
| 3    | Pascal Lino             | BigMat-Auber 93    | a 54"    |
| 4    | Marco Pantani           | Mercatone Uno-Wega | a 1'10"  |
| 5    | Pascal Hervé            | Festina-Lotus      | a 1'15"  |
| 6    | Mauro Gianetti          | FDJ                | a 1'26"  |
| 7    | Marco Velo              | Brescialat-Oyster  | a 1'29"  |
| 8    | Andrea Noè              | Asics-CGA          | a 1'33"  |
| 9    | Luc Leblanc             | Team Polti         | a 2'06"  |
| 10   | Aitor Garmendia Arbilla | ONCE               | a 2'09"  |